# Friedrich Wolsegger
Friedrich Wolsegger (* 2. Juni 1882 in Mooswald bei Gottschee; † 23. August 1943 in Klagenfurt) war ein österreichischer Politiker der Großdeutschen Volkspartei, Kärntner Landtagsabgeordneter und Bürgermeister der Landeshauptstadt Klagenfurt.
Friedrich Wolsegger wurde in Krain, im heutigen Slowenien, als Sohn eines Gymnasialdirektors geboren und besuchte die Mittelschule in Gottschee und Villach. 1912 wurde er Professor am Staatsgymnasium in Klagenfurt, 1926 Landesschulrat, 1927 Landesschulinspektor für die Mittelschulen in Kärnten und Steiermark und 1933 Hofrat.
1913 zog er als Großdeutscher in den Klagenfurter Gemeinderat ein und wurde 1921 zum Bürgermeister gewählt. Seine Amtszeit war von der hohen Inflation überschattet, die alle Bereiche des Lebens betraf. 1925 erreichte sie ihren Höchststand. Für eine Fahrt mit dem ersten Klagenfurter Autotaxi zahlte man 59 Millionen Kronen. Es kam zu Industrie- und Gesellschaftsgründungen, die sofort wieder verschwanden, jedoch auch zu bedeutenden und bis heute bestehenden Gründungen: der Volkshochschule, des Kärntner Heimatmuseums, der Landwirtschafts- und Arbeiterkammer, der Wasserwirtschafts-AG KÄWAG (später KELAG), des Klagenfurter Strandbads (eines der größten Strandbäder Europas), des Forstseekraftwerks sowie der Eröffnung des Flugverbindung Wien-Klagenfurt. 1923 wurden eine neue Gemeindeordnung verabschiedet und die Posten der „Stadträte“ geschaffen. 1925 wurde der Schilling eingeführt. Wolfseggers Amtszeit war auch von einem tragischen Unglück überschattet: Ein Ehepaar namens Baudisch wurde von der herabstürzenden nördlichen Rathausecke tödlich getroffen. Es wurden daraufhin radikale Maßnahmen zur Erneuerung baufälliger Gebäude in Klagenfurt eingeleitet, und das Rathaus wurde von Grund auf renoviert.
Allgemeine wirtschaftliche Schwierigkeiten veranlassten Wolfsegger 1926 zum Rücktritt. Er starb am 23. August 1943 im Amt der Kärntner Landesregierung und wurde auf dem Zentralfriedhof Annabichl in Feld 4, Reihe West, Nr. 5 beigesetzt. Er blieb unverheiratet.
Er wurde 1901 Mitglied der Burschenschaft Carniola Graz und 1903 Mitglied der Burschenschaft Vandalia Wien. Sein Bruder Ferdinand Wolsegger war Regierungspräsident zur Zeit des Nationalsozialismus. Sein Halbbruder Heinz Wolsegger (1909–1943) war Geologe und Paläontologe.